# Авелино (провинция)
Авелино (на италиански: Provincia di Avellino) е провинция в Италия, в региона Кампания. Площта ѝ е 2.792 км², а населението – около 440 000 души (2007). Провинцията включва 118 общини, а административен център е град Авелино.

## Административно деление
Провинцията се състои от 118 общини:
- Авелино
- Авела
- Айело дел Сабато
- Аквилония
- Алтавила Ирпина
- Андрета
- Ариано Ирпино
- Атрипалда
- Баньоли Ирпино
- Баяно
- Бизача
- Бонито
- Валата
- Валесакарда
- Вентикано
- Виламайна
- Виланова дел Батиста
- Волтурара Ирпина
- Гречи
- Гротаминарда
- Гротолела
- Гуардия Ломбарди
- Джезуалдо
- Дзунголи
- Домичела
- Казалборе
- Кайрано
- Калабрито
- Калитри
- Кандида
- Капозеле
- Каприля Ирпина
- Карифе
- Касано Ирпино
- Кастел Барония
- Кастелветере сул Калоре
- Кастелфранчи
- Кианке
- Киузано ди Сан Доменико
- Контрада
- Конца дела Кампания
- Куадреле
- Куиндичи
- Лапио
- Лауро
- Лачедония
- Лиони
- Луогосано
- Манокалцати
- Марцано ди Нола
- Мелито Ирпино
- Мерколяно
- Мирабела Еклано
- Монтагуто
- Монтеверде
- Монтекалво Ирпино
- Монтела
- Монтемарано
- Монтемилето
- Монтефалчоне
- Монтефорте Ирпино
- Монтефредане
- Монтефуско
- Монторо
- Мора Де Санктис
- Москиано
- Муняно дел Кардинале
- Нуско
- Оспедалето д'Алпиноло
- Паго дел Вало ди Лауро
- Паролизе
- Патернополи
- Петруро Ирпино
- Пиетрадефузи
- Пиетрасторнина
- Прата ди Принчипато Ултра
- Пратола Сера
- Рока Сан Феличе
- Рокабашерана
- Ротонди
- Савиняно Ирпино
- Салца Ирпина
- Сан Манго сул Калоре
- Сан Мартино Вале Каудина
- Сан Микеле ди Серино
- Сан Никола Барония
- Сан Потито Ултра
- Сан Сосио Барония
- Сант'Анджело а Скала
- Сант'Анджело ал'Еска
- Сант'Анджело дей Ломбарди
- Сант'Андреа ди Конца
- Санта Лучия ди Серино
- Санта Паолина
- Санто Стефано дел Соле
- Скампитела
- Сенеркия
- Серино
- Сириняно
- Солофра
- Сорбо Серпико
- Спероне
- Стурно
- Сумонте
- Таурази
- Таурано
- Теора
- Торе Ле Ночеле
- Торела дей Ломбарди
- Ториони
- Тревико
- Туфо
- Флумери
- Фонтанароза
- Форино
- Фридженто
- Чезинали
- Червинара